# Rellys
Rellys (15 de diciembre de 1905 - 20 de julio de 1991) fue un actor teatral y cinematográfico de nacionalidad francesa.

## Biografía
Nacido en Marsella, Francia, su verdadero nombre era Henri Marius Roger Bourelly. Siendo un niño, Rellys ya era aficionado al canto. En sus inicios trabajó como repostero, ganándose el apodo de « Brioche ». Actor de teatro aficionado, en 1925 ganó un concurso de canto en la sala Alcázar de Marsella, en el cual iba ataviado como un comique troupier (soldado cómico). 
Tras su servicio militar, y ya con el nombre artístico de Rellys, fue contratado para participar en giras de music hall en el Sur de Francia y en el Norte de África. En la revista En plein soleil, imitaba a Maurice Chevalier y a Joséphine Baker. En 1933, Alibert lo incluyó en el elenco de su pieza Au pays du soleil, lo cual contribuyó al lanzamiento de su carrera. 
En 1935, Marcel Pagnol le dio una oportunidad ofreciéndole una actuación en Merlusse. En sus comienzos se especializó en el rodaje de comedias marsellesas, de moda en aquella época: Trois de la marine (1934), César (1936), o Un de la canebière (1937). En los años 1940, se pudo apreciar su acento provenzal, su voz dulce y cálida, y su aspecto conmovedor en Narcisse (1940), film de Ayres d'Aguiar con el que obtuvo un gran éxito. Otros filmes destacados fueron Feu Nicolas (1943, de Jacques Houssin), Roger la Honte (1945, de André Cayatte), Les Aventures des Pieds Nickelés (1947, de Marcel Aboulker, con el papel de Croquignol), Tabusse (1948, de Jean Gehret), y Manon des sources (1952, de Marcel Pagnol), cinta en la cual encarnó a Ugolin. En 1954 fue el Padre Gaucher en Les Lettres de mon moulin, de Pagnol. 
Su carrera excepcionalmente prolongada continuó tras la Segunda Guerra Mundial con filmes como Amédée (de Gilles Grangier (1950)), La vie est un jeu (de Raymond Leboursier, 1951), Arènes joyeuses (de Maurice de Canonge, 2ª versión rodada en 1958 con Fernand Raynaud, tras haber participado en la primera versión rodada por Karl Anton en 1935 con Alibert), Crésus (de Jean Giono, 1960), L'Âge ingrat (de Gilles Grangier, 1964), o Heureux qui comme Ulysse (de Henri Colpi, 1970). Su último film fue L'Ange gardien, de Jacques Fournier (1978). 
Rellys trabajó también en televisión, siendo uno de los shows en que pudo ser visto la serie Les Cinq Dernières Minutes.
Retirado en su ciudad natal, Rellys falleció en el Hospital Sainte-Marguerite en 1991, a los 85 años de edad. Fue enterrado en el Cementerio Saint-Pierre de Marsella.

## Filmografía
- 1930 : Le Tampon du capiston, de Joe Francis y Jean Toulout
- 1933 : Au pays du soleil, de Robert Péguy
- 1934 : Angèle, de Marcel Pagnol
- 1934 : Trois de la marine, de Charles Barrois
- 1935 : Arènes joyeuses, de Karl Anton
- 1935 : Merlusse, de Marcel Pagnol
- 1936 : César, de Marcel Pagnol
- 1937 : Le Cantinier de la coloniale, de Henry Wulschleger
- 1937 : Titin des Martigues, de René Pujol
- 1938 : Ça, c'est du sport, de René Pujol
- 1938 : Un de la Canebière, de René Pujol
- 1939 : Narcisse, de Ayres d'Aguiar
- 1941 : Tobie est un ange, de Yves Allégret
- 1942 : Frédérica, de Jean Boyer
- 1943 : Feu Nicolas, de Jacques Houssin
- 1945 : Le Roi des resquilleurs, de Jean Devaivre
- 1946 : Roger la Honte, de André Cayatte
- 1946 : La Revanche de Roger la Honte, de André Cayatte
- 1946 : Les Trois Cousines, de Jacques Daniel-Norman
- 1947 : Les Aventures des Pieds Nickelés, de Marcel Aboulker
- 1948 : Tabusse, de Jean Gehret
- 1949 : Le 84 prend des vacances, de Léo Joannon
- 1949 : Amédée, de Gilles Grangier
- 1949 : L'Atomique Monsieur Placido, de Robert Hennion
- 1949 : Vient de paraître, de Jacques Houssin
- 1949 : À la culotte de zouave, de Henri Verneuil
- 1950 : Le Trésor des Pieds-Nickelés, de Marcel Aboulker
- 1950 : Les Mémoires de la vache Yolande, de Ernst Neubach
- 1950 : Le Tampon du capiston, de Maurice Labro
- 1951 : La vie est un jeu, de Raymond Leboursier
- 1952 : Manon des sources, de Marcel Pagnol
- 1953 : Boum sur Paris, de Maurice de Canonge
- 1954 : Les Lettres de mon moulin, de Marcel Pagnol
- 1954 : La Tour de Nesle, de Abel Gance
- 1955 : Les Premiers Outrages, de Jean Gourguet
- 1956 : Adorables Démons, de Maurice Cloche
- 1956 : Honoré de Marseille, de Maurice Régamey
- 1956 : Les Promesses dangereuses, de Jean Gourguet
- 1956 : Quelle sacrée soirée / Nuit blanche et rouge à lèvres, de Robert Vernay
- 1957 : Le Chômeur de Clochemerle, de Jean Boyer
- 1958 : Arènes joyeuses, de Maurice de Canonge
- 1960 : Cocagne, de Maurice Cloche
- 1960 : Crésus, de Jean Giono
- 1960 : Un soir sur la plage, de Michel Boisrond
- 1961 : La Traversée de la Loire, de Jean Gourguet
- 1962 : La Salamandre d'or, de Maurice Régamey
- 1962 : Le Voyage à Biarritz, de Gilles Grangier
- 1964 : L'Âge ingrat, de Gilles Grangier
- 1964 : Les Fiancés de la chance, de Eric Schlumberger
- 1964 : Le Petit Monstre, de Jean-Paul Sassy
- 1964 : La Caravane Pacouli
- 1965 : La Bonne Occase, de Michel Drach
- 1965 : Dis-moi qui tuer, de Étienne Périer
- 1965 : Pas de caviar pour tante Olga, de Jean Becker
- 1966 : Le Jardinier d'Argenteuil, de Jean-Paul Le Chanois
- 1966 : Les Cinq Dernières Minutes, de Jean-Pierre Marchand – Serie TV, episodio La Rose de fer
- 1969 : Heureux qui comme Ulysse, de Henri Colpi
- 1969 : La Honte de la famille, de Richard Balducci
- 1971 : Kisss...., de Jean Lévitte
- 1973 : Les Cinq Dernières Minutes: Meurtre par intérim, de Claude Loursais
- 1978 : L'Ange gardien, de Jacques Fournier

## Teatro
- 1933 : Les Trois de la Marine, de René Sarvil y Vincent Scotto, Teatro del Ambigu-Comique
- 1942 : C'est un Cri!, de Albert bossy, Raymond Vincy y Émile Audiffred, L'Odeon de Marsella
- 1943 : L'École des cocottes, de Paul Armont y Marcel Gerbidon, escenografía de Germain Champell, Théâtre des Nouveautés
- 1948 : La zapatera prodigiosa, a partir de Federico García Lorca, escenografía de Pierre Bertin, Théâtre Édouard VII
- 1950 : Jeff, de Raoul Praxy, escenografía de Christian-Gérard, Teatro del Ambigu-Comique
- 1955 : Liberty Bar, de Frédéric Valmain, escenografía de Jean Dejoux, Théâtre Charles de Rochefort
- 1961 : Visa pour l'amour, de Raymond Vincy y Francis Lopez, escenografía de René Dupuy, Théâtre de la Gaîté
- 1965 : La Vie parisienne, de Jacques Offenbach, Henri Meilhac y Ludovic Halévy, escenografía de Jean-Louis Barrault, Teatro del Odéon
- 1965 : Le Plus Grand des hasards, de André Gillois y Max Régnier, escenografía de Georges Douking, Teatro de la Porte Saint-Martin
- 1967 : Trilogie marseillaise, de Marcel Pagnol, escenografía de René Sarvil, Théâtre Sarah-Bernhardt, Théâtre des Ambassadeurs
- 1968 : Trilogie marseillaise de Marcel Pagnol, escenografía de René Sarvil, Théâtre des Célestins
- 1975 : Zoo ou l'Assassin philanthrope, de Vercors, escenografía de Jean Mercure, Théâtre de la Ville
- 1975 : La gaviota, de Antón  Chéjov, escenografía de Lucian Pintilie, Théâtre de la Ville
- 1977 : Los bandidos, de Friedrich von Schiller, escenografía de Anne Delbée, Théâtre de la Ville